# Uroš Vilovski

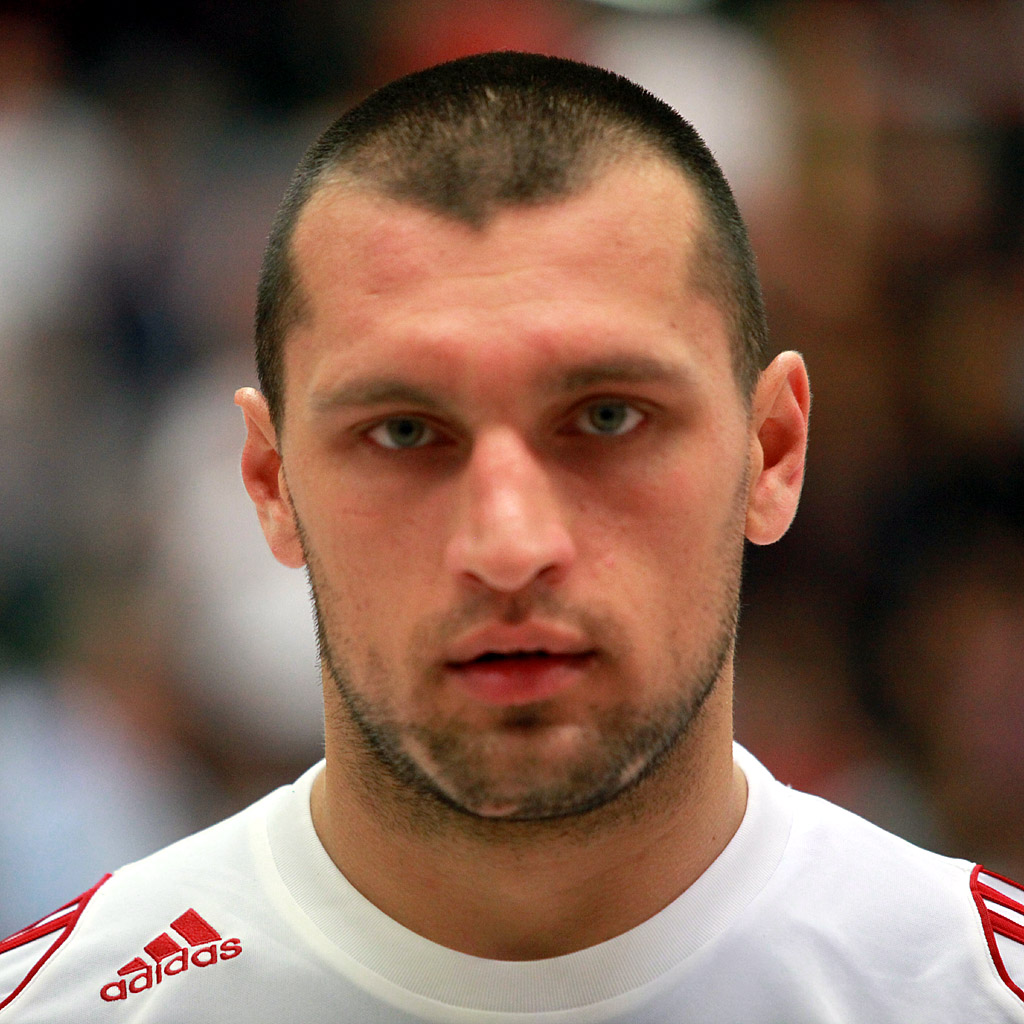
Uroš Vilovski (2010)

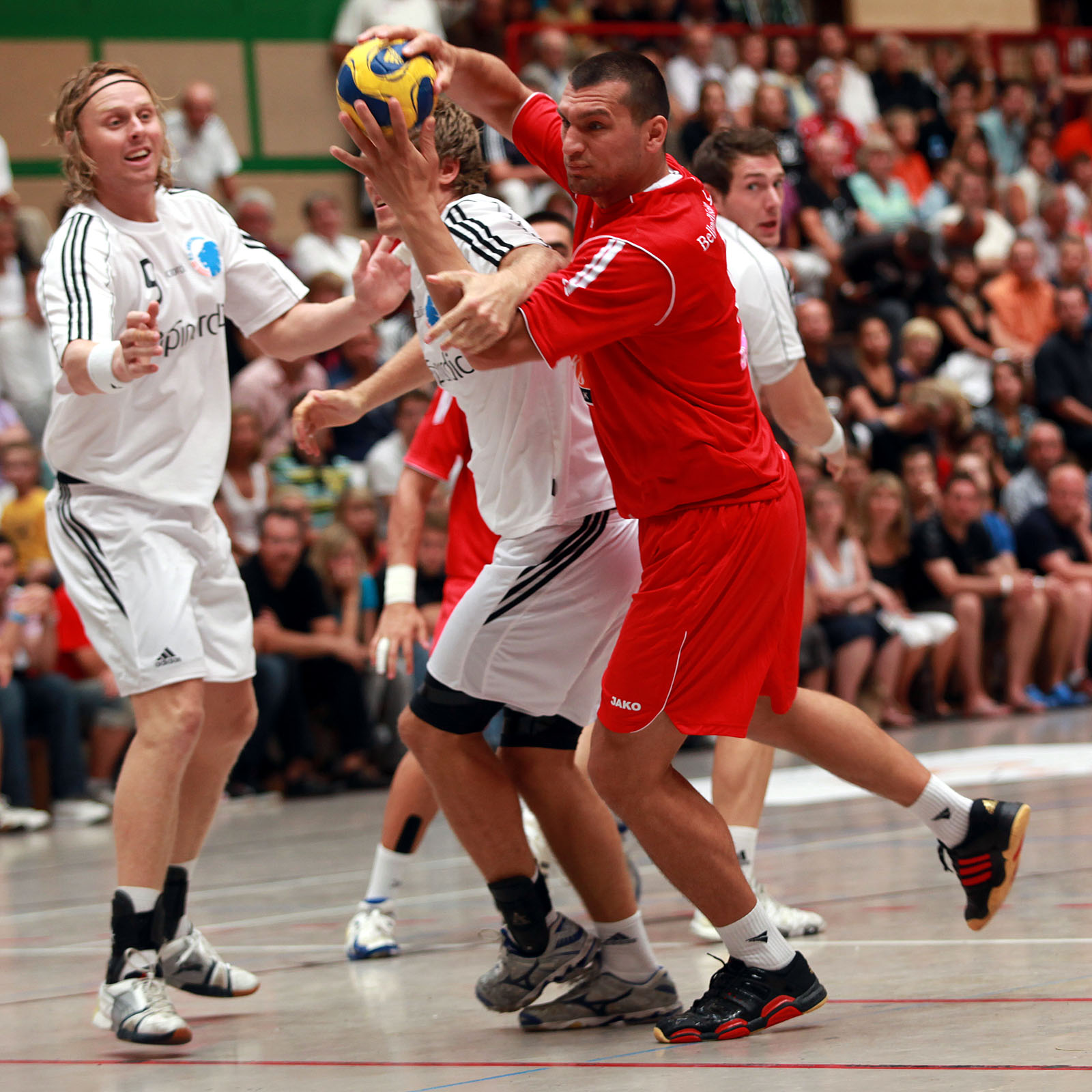
Uroš Vilovski (2009)

Uroš Vilovski (* 25. Februar 1985 in Senta, SFR Jugoslawien) ist ein Handballspieler serbischer und ungarischer Nationalität.
Der 1,93 Meter große und 103 Kilogramm schwere Kreisspieler stand beim ungarischen Verein KC Veszprém unter Vertrag, für den er in der EHF Champions League (2008/09, 2009/10, 2010/11, 2011/12, 2012/13, 2013/14) auflief. Mit Veszprém gewann er mehrmals die ungarische Meisterschaft. In der Saison 2012/13 wurde er von Saisonmitte bis Saisonende an den französischen Verein Montpellier AHB ausgeliehen. Anschließend kehrte er wieder nach Veszprém zurück. In der Saison 2014/15 ging er für den ungarischen Erstligisten Balatonfüredi KSE auf Torejagd. In der Saison 2015/16 stand er beim rumänischen Erstligisten HC Minaur Baia Mare unter Vertrag. Anschließend wechselte er zum damaligen Bundesligisten Bergischer HC. Ab dem Sommer 2017 stand er beim rumänischen Erstligisten HC Odorheiu Secuiesc unter Vertrag. Nach einem kurzen Aufenthalt bei Baia Mare lief er ab 2018 für Gyöngyösi KK in Ungarn auf. Ab 2022 stand er bei Tatabánya KC unter Vertrag. Im Sommer 2024 wechselte er zum ungarischen Erstliga-Aufsteiger Győri ETO UNI FKC.
Uroš Vilovski stand im Aufgebot der serbischen Nationalmannschaft, so für die Europameisterschaft 2010 und die Weltmeisterschaft 2011. Mit Serbien gewann er die Goldmedaille bei den Mittelmeerspielen 2009. Bis Dezember 2010 bestritt er 37 Länderspiele, in denen er 82 Tore warf.
Ab 2017 gehörte er dem Kader der ungarischen Nationalmannschaft an, für die er 14 Tore in 8 Spielen erzielte.